# Без назви (Малевич)
«Без назви» — картина маслом на полотні російського та українського художника-авангардиста Казимира Малевича, написана у 1916 році. Картина є частиною супрематичної стадії живописця.

## Історія
Казимир Малевич запропонував редуктивний та абстрактний стиль супрематизму як альтернативу попереднім художнім формам, які він вважав недоцільними у власну епоху. Він спостерігав, як пропорції форм у мистецтві передачі відповідають співвідношенням об'єктів природи, які визначаються відповідно до їх функцій. На противагу цьому він запропонував самореференційне мистецтво, в якому пропорція, масштаб, колір та диспозиція підкоряються внутрішнім та неутилітарним законам. Малевич вважав, що його об'єктивні форми — це відтворення суто емоційних відчуттів, які не мають відношення до зовнішніх явищ. Він відкинув такі конвенції, як гравітація, чітка орієнтація, горизонтальна лінія або перспективні системи.
Одиниці Малевича розроблені з прямої лінії та їх двовимірного розширення, площини, і складаються з областей, які контрастують з незмішаними кольорами, що відрізняються різними фактурними ефектами. Діагональна орієнтація геометричних фігур створює ритми на поверхні полотна. Перекриття елементів та їх взаємозв'язки різних масштабів на білому тлі забезпечують нескінченно широке відчуття простору. Хоча організація образотворчих форм не відповідає організації традиційних сюжетів, існує кілька принципів, які внутрішньо регулюють картину. У цій роботі притягання та магнітне відштовхування ніби диктують повільний рух обертання деталей.